# Лайелл, Мэри Элизабет
Мэри Элизабет Лайелл, урождённая Хорнер (англ. Mary Elizabeth Lyell; 9 октября 1808, Лондон — 24 апреля 1873, там же) — английский геолог и конхиолог.

## Биография
Мэри Элизабет Хорнер родилась в 1808 году в Лондоне. Она была старшей из шести дочерей шотландского геолога Леонарда Хорнера. Отец часто брал девочек с собой на заседания Британской ассоциации научного прогресса (British Association for the Advancement of Science).
В 1832 году Мэри вышла замуж за геолога Чарльза Лайелла. Её сестра, Кэтрин Хорнер, впоследствии стала женой младшего брата Чарльза, Генри, и тоже носила фамилию Лайелл. Мэри владела несколькими европейскими языками и помогала своему мужу с чтением и переводом научных статей, а также в его переписке с учёными из разных стран. Чарльз Лайелл полагал, что женщинам должен быть открыт доступ в науку, и Мэри была в числе женщин, посещавших его лекции в Лондонском геологическом обществе.
Чарльз и Мэри Лайелл много путешествовали по Европе и Северной Америке. Во время этих поездок Мэри собирала образцы пород и окаменелостей. В числе прочего супруги Лайелл посетили Швейцарию, северную Италию, Данию, Швецию и Норвегию; Миссисипи, Огайо, Джорджию, Новую Англию и Новую Шотландию; Мадейру и Канарские острова. В 1854 году она занималась исследованием наземных моллюсков Канарских островов, применяя подход, во многом схожий с методами Чарлза Дарвина. Кроме того, известно, что она собирала образцы усоногих для исследований самого Дарвина.
Мэри Элизабет Лайелл умерла 24 апреля 1873 года. При жизни она оставалась в тени своего мужа, и единственная оказанная ей почесть оказалась посмертной: в её честь был назван кратер Хорнер на Венере.